# جيري وايت (لاعب كرة قاعدة)
جيري وايت (بالإنجليزية: Jerry White)‏ هو لاعب كرة قاعدة أمريكي، ولد في 23 أغسطس 1952 في Shirley, Massachusetts ‏ في الولايات المتحدة.

## وصلات خارجية
- جيري وايت على موقع الدوري الياباني لكرة القاعدة (الإنجليزية)
- جيري وايت على موقعبيزبول رفرنس.كوم (الدوري الرئيسي) (الإنجليزية)
- جيري وايت على موقعبيزبول رفرنس.كوم (الدوري الثانوي) (الإنجليزية)
- جيري وايت على موقع إي إس بي إن.كوم (أم.أل.بي) (الإنجليزية)
- جيري وايت على موقع مشجعي الرسوم البيانية (الإنجليزية)